# 1. FC Romonta Amsdorf
Der 1. FC Romonta Amsdorf 1921 e. V. ist ein Fußballverein aus dem rund 500 Einwohner zählenden Ortsteil Amsdorf der im südlichen Sachsen-Anhalt gelegenen Gemeinde Seegebiet Mansfelder Land. Er nutzt den Sportplatz Amsdorf, der für 1500 Zuschauer ausgelegt ist. Daneben ist die Sportanlage mit einem weiteren Rasenplatz sowie einem Kunstrasenplatz ausgestattet.

## Geschichte

### 1921 bis 1990
Dass der Ort, der vor dem Ersten Weltkrieg etwa 1100 Einwohner zählte, im Fußballsport über seine nähere Umgebung hinaus bekannt wurde, hat seine Ursache in der intensiven Industrialisierung des Ortes. Bevor 1922 eine Montanwachsfabrik, die spätere Romonta, errichtet wurde, baute man in Amsdorf bereits Kalisalze und Braunkohle ab. Der am 10. Mai 1921 im Gasthof „Zum Hecht“ gegründete 1. FC Eintracht Amsdorf erlangte jedoch vorerst keine überregionale Bedeutung. Als nach dem Ende des Zweiten Weltkriegs alle bestehenden Sportvereine auf Grundlage der Direktive Nr. 23 des Alliierten Kontrollrats durch die sowjetische Besatzungsmacht aufgelöst wurden, entstand in Amsdorf eine lose organisierte Sportgemeinschaft, die zunächst nur auf lokaler Ebene Sportwettkämpfe austragen durfte. Erst nachdem der Sport in Ostdeutschland in Form von Betriebssportgemeinschaften neu organisiert wurde, gründete das Amsdorfer Braunkohlewerk 1948 für seine Mitarbeiter die BSG Glückauf Amsdorf, die nach der Einrichtung der zentralen „Sportvereinigung Aktivist“ für den Gewerkschaftsbereich Kohlebergbau, 1952 in BSG Aktivist Amsdorf umbenannt wurde. Diese stieg 1953 in die seinerzeit drittklassige Bezirksliga Halle auf und konnte sich dort, obwohl noch immer nicht mehr als 1.200 Einwohner im Ort wohnten, bis 1960 halten. Danach stieg die Amdorfer Betriebssportgemeinschaft ab und kehrte nur noch von 1975 bis 1977 für zwei Spielzeiten in die Drittklassigkeit zurück. Zwischen 1952 und 1990 waren in Amsdorf unter anderem die in der DDR später erfolgreichen Trainer Kurt Vorkauf, Gerhard Kulitze und Martin Schwendler tätig.

### FDGB-Pokal 1957
In der Saison 1957 sorgte Aktivist Amsdorf für Furore im DDR-Fußballpokal. Als Finalist im Bezirkspokal Halle 1956 hatte sich die Mannschaft für den DDR-weiten FDGB-Pokalwettbewerb 1957 qualifiziert. Nach Siegen über die unterklassigen Teams von Motor Schmerbach und Traktor Wasungen traf Amsdorf in der 3. Runde auf den Zweitligisten Empor Wurzen-West, dem zunächst daheim ein 0:0-Unentschieden nach Verlängerung abgetrotzt wurde. Im Rückspiel gewann Aktivist Amsdorf auf des Gegners Platz überraschend mit 3:0. Für die 4. Runde hatte das Los schließlich den Erstligisten SC Lokomotive Leipzig bestimmt, der zu dieser Zeit im Mittelfeld der DDR-Oberliga rangierte. Obwohl die Amsdorfer in Leipzig antreten mussten, konnten sie dem Gegner in der regulären Spielzeit ein 2:2-Unentschieden abtrotzen. Erst in der Verlängerung musste sich die Mannschaft mit 2:4 geschlagen geben. Zweifacher Torschütze auf Amsdorfer Seite war damals Lahfeld.

### 1990 bis zur Gegenwart
Nachdem 1990 infolge der deutschen Wiedervereinigung die Betriebssportgemeinschaften nicht weiter von ihren Trägerbetrieben unterstützt wurden, gründeten BSG-Mitglieder in Amsdorf den bürgerlichen Verein 1. FC Eintracht Romonta Amsdorf. Der Zusatz „Romonta“ weist darauf hin, dass es zu dieser Zeit noch Verbindungen zum Betrieb Romonta gab. Zwischen 1993 und 1999 entfiel der Namenszusatz, ehe sich der Verein 1999 seinen heutigen Namen 1. FC Romonta Amsdorf 1921 gab. Die Umbenennung erfolgte offensichtlich im Zusammenhang mit dem Aufstieg der Amsdorfer 1998 in die seinerzeit fünftklassige Verbandsliga Sachsen-Anhalt, als ein potenter Sponsor benötigt wurde. Seitdem konnte der Klassenerhalt jeweils gesichert werden. Nach der Einführung der eingleisigen Dritten Liga in der Saison 2008/09 bildet die Verbandsliga heute die sechsthöchste Spielklasse im DFB-Ligensystem. In der Verbandsliga-Saison 2018/19 wurde man Meister. Auch in der Saison 2019/20, die aufgrund des Corona-Virus im März 2020 abgebrochen wurden, belegte man den 1. Tabellenplatz. Eine Ehrung oder ein offizieller Titel blieb jedoch aus. In der Saison 2022/23 folgte der Abstieg aus der höchsten Spielklasse Sachsen-Anhalts. Im Sommer 2023 entschied sich der Verein für eine Neuausrichtung, sodass die 1. Mannschaft in die Kreisliga zurückgezogen wurde, in der zuletzt die 2. Mannschaft spielte.